# YOUは何しに日本へ?
『YOUは何しに日本へ?』（ユーはなにしににっぽんへ?、英称：Why did you come to Japan?）は、テレビ東京系列で2013年1月9日から放送されているバラエティ番組。

## 概要

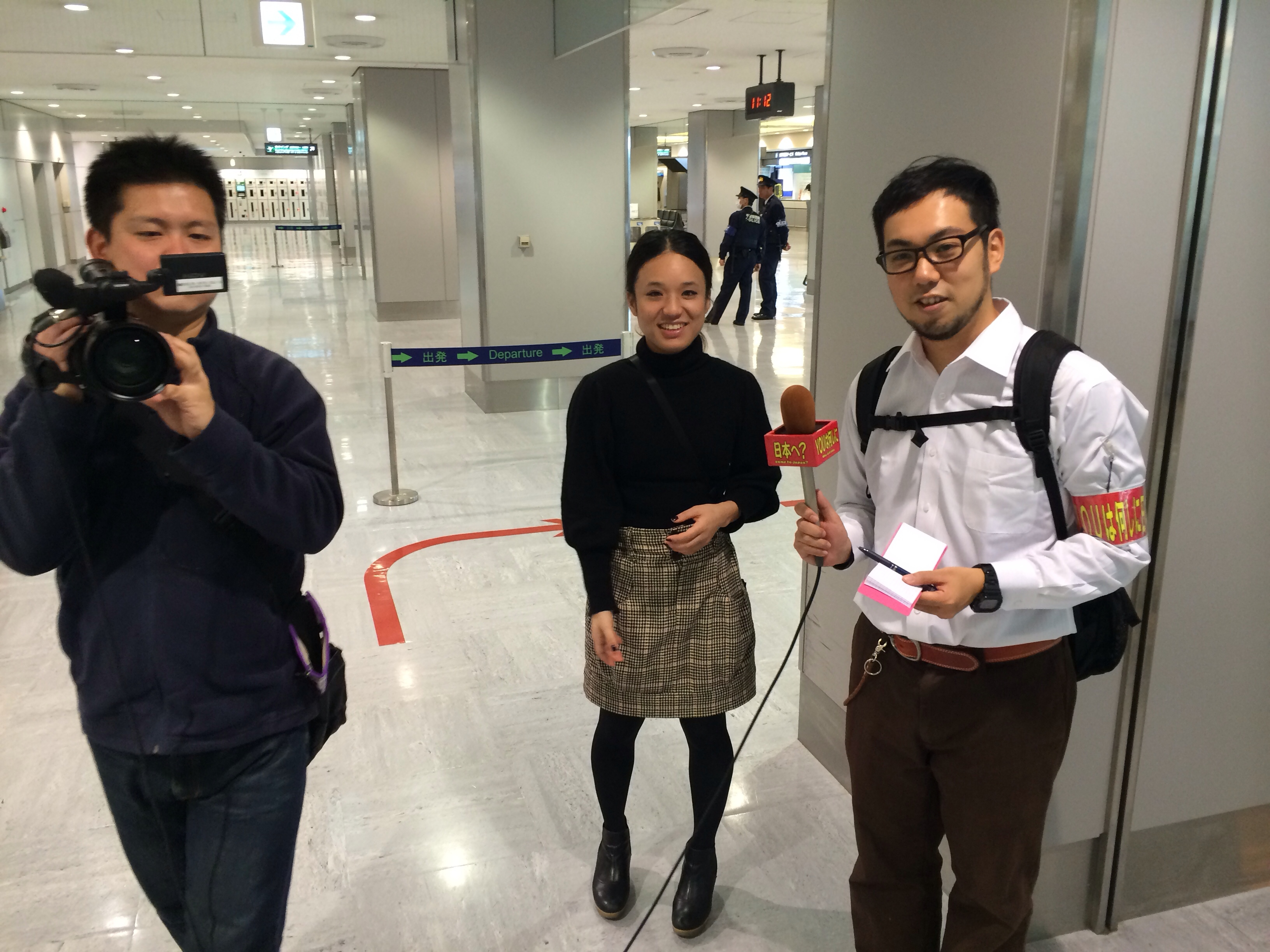
取材する番組スタッフ（2013年12月）

日本の空港に居合わせた外国人（永住・帰化した人物やハーフなども含む）に「YOUは何しに日本へ?（Why did you come to Japan?）」と問いかけその返答の様子や、気になる返答をした人に密着取材を依頼し来日した目的を果たす様子を放送する。
番組内では性別・年齢問わず名前ではなく外国人はすべて"YOU"（複数ではYOUたち）と呼称するが、密着時には混同を避ける意味もあり個人名も使われる。基本的には半日から数日間の密着であり放送も一度限りだが、長期の旅行や研修に密着する場合、放送回をまたいだり、しばらくしてから後日談が放送されたりするケースがある。そのような場合、番組で複数回取り上げられることでYOUの認知度が上昇し、一般人であるにもかかわらず密着先で通りすがりの人に声をかけられたり記念撮影を求められたりすることもある（佐世保バーガーを愛するオーストラリア人YOU『SBK』(Sasebo Burger King)』や通称『ダブルフロントライト』と呼ばれる自転車での日本縦断旅を行ったドイツ人YOU、日本の印鑑に魅せられた『ハンコ王子』ことロマ・トニオロなど）。
本番組のヒット以降、『世界が驚いたニッポン! スゴ〜イデスネ!!視察団』（テレビ朝日）、『所さんのニッポンの出番!』（TBSテレビ）など外国人の口から日本を礼賛する趣旨のテレビ番組が各局で急増し、本番組がその火付け役に位置づけられることがある。しかし番組プロデューサー(2017年9月まではディレクター・演出)である太田勇はTwitterで「『YOUは〜』は日本礼賛番組ブームの元祖みたいに言われるけど、うちは『日本スゴい』ではなく『日本のそんなとこ発見するYOUスゴい！』がテーマである」と述べており、外国の人に安易に「日本スゴいですね」と言わせる番組はむしろ大嫌いであることも述べている。
基本的に密着時はYOUの日程に合わせて行動するため、出先の店舗や施設ではその場で撮影交渉を行うことがほとんどである（ただし、コンサートやイベントなど、数日後に密着を開始・あるいは再開する場合には事前に許可を取る場合もある）。当然断られることもあるが、番組ではその様子も含めて放送される。また、相手が一般人であるために行動が予測できず、密着途中でYOUとはぐれたり、独断で行先を変更したり途中で計画（自転車での日本縦断など）を断念したり、あげくの果てには勝手に帰国してしまうケースもある。また、空港で密着取材を一旦許諾されても、その後連絡がつかなくなったり、後になって断りの連絡が届くケースもある。このようなアクシデントは頻繁に発生するが、結果的にこうした予測のつかない展開が番組のひとつの「売り」ともなっている。
取材時は、インタビュアーであるディレクター、カメラマン、通訳の3人でチームを組み、YOUが密着取材に同意した場合は原則この3人で空港外まで同行する。ディレクターは白シャツを着用することが暗黙のルールである。取材を行う空港は当初は成田国際空港だけだったが、ゴールデン昇格前後からは関西国際空港や中部国際空港などの地方空港にまで拡大している。また、取材先を空港以外に変えたコーナーも行っている（後述）。
スタジオパートはセットを用いず背景の観客をCGで表現し、出演者とはブルーバックのクロマキーで合成して撮影している。MCのバナナマンはVTR中はスーツを着用し、スタジオパートでは青のシャツを着用し首から上の実写とスーツ姿のCGを合わせている。スタジオパートの撮影はセットを組む必要もなく出演者もバナナマンの2人だけなので経費削減のため会議室で行われており、このことは合成が外された際にしばしば設楽が自虐的にギャグにしている。長期滞在中のYOUが自分が紹介される回のスタジオパート撮影中に、バナナマンには知らせずに会議室を訪問する様子が放送されることもあった。

### 放送履歴
- 2012年6月30日、10月2日の2回特番が放送された。
- 2013年
  - 1月からレギュラー化し、ソコアゲ★ナイト枠の水曜 23:58 - 24:45で放送される（1月9日 - 3月27日）。
  - 4月からはゴールデンに昇格し、月曜 18:30 - 19:54の枠で放送[2][注 2][3]。番組公式サイトでは2013年4月15日放送回を第1回としている[注 3]。
    - ゴールデン移行後はネットワークセールス枠ではなく、ローカルセールス枠として放送され、替わりに水曜・木曜18:30枠がネットワークセールス枠になる。またゴールデン移行後は2013年9月までテレビ東京の場合19時台にローカルスポンサーが付いていないため提供ベースそのものが存在しなかったが、同年10月から19時台の一部がネットセールス枠に転換されネットスポンサーがつくことになった。
- 2014年
  - 4月からは月曜 18:30 - 18:57枠で『ヒーローバンク』が放送されることが決まったため[4]、当番組は18:57 - 20:00に短縮された。
  - 6月18日は、『2014 FIFAワールドカップ デイリー』内で特別企画『YOUは何しにW杯へ?』を放送した。
- 2015年
  - 4月13日放送分から9月28日放送分まで「ネットもテレ東キャンペーン」の一環で放送終了直後の20:00から1週間、最新回が無料でテレビ東京公式、ニコニコチャンネル、GYAO!で配信された。これにより日本全国で（テレビ東京系列局・独立局のいずれも置局がない地域を中心に、テレビ東京系列での放送より早く）視聴できるようになった。最新回の配信は10月5日で終了したが、その後は過去の放送回の傑作選を2週に2本ずつ配信している。
  - 9月21日の2時間SPで放送100回を達成。
- 2016年4月11日より、放送時間を2分繰り上げ・拡大し、18:55 - 20:00での放送となった[5]。
- 2017年12月18日、放送200回を達成（通常放送）。
- 2018年
  - 1月1日、放送201回目となるこの日初のお正月SPとして歴代最大の4時間20分SPを放送（なおバナナマンの二人は後続番組の『ゴッドタン新春SP』にも出演するため6時間弱テレビ東京に出ずっぱりとなる）。
  - 11月12日には「テレビ東京55周年テレ東ぜんぶ見る大作戦WEEK」とし乃木坂46コラボ3時間SPが放送された[6]｡
  - 12月24日より、動画配信サービスParaviにて見逃し配信が開始される（テレビ東京での放送よりも3週間遅れでの配信だが、アーカイブはストックされるため最新回以外も視聴可能）[7]。
- 2020年4月13日からは30分拡大し、18:25 - 20:00での放送となる[8]。

## 出演者

### 現在
MC
- バナナマン[注 4]
  - 日村勇紀（パイロット版から）[注 5]
  - 設楽統（レギュラー版から）

準レギュラー
- オダギリジョー（不定期出演）

ナレーター
- パンツェッタ・ジローラモ（YOUはナゼ日本語を学びに?）
- カイヤ（YOUの自慢の○○料理は?）
- セイン・カミュ（YOUはなぜ秘境に?）
- LiLiCo（YOUが日本で初体験したいことは?）
- アグネス・チャン（YOUが日本で初体験したいことは?）
- パックン（何でYOUのガイドブックに?）
- サヘル・ローズ（YOUの1万円の使い道は?）
- ダニエル・カール（未来に向かってジャンプSP）
- 厚切りジェイソン（ナンバーワンYOU 激アツハフォーマー編）

ゲスト
- オダギリジョー（2014年4月14日放送）、（2016年8月15日放送） 主演映画『オーバー・フェンス』『エルネスト』の告知のため
- 向井理（2015年2月9日放送） - 主演ドラマ『永遠の0』の番宣のため
- 染谷将太（2015年8月31日放送） - 主演映画『みんな!エスパーだよ!』の告知のため
- 乃木坂46（2018年11月12日放送）「テレビ東京55周年テレ東ぜんぶ見る大作戦WEEK」として乃木坂46コラボ3時間SP。秋元真夏、生田絵梨花、岩本蓮加、大園桃子、齋藤飛鳥、阪口珠美、白石麻衣、高山一実、西野七瀬[注 6]、松村沙友理、与田祐希、和田まあや[注 7][9]

### 過去
パイロット版
- 眞鍋かをり（第1回）
- 優木まおみ（第2回）

ナレーター
- ボビー・オロゴン（パイロット版 - 2020年5月11日）[注 8][10]

インタビューされた有名人
- クリスチャン・ラッセン
- ベネディクト・カンバーバッチ
- カマサミ・コング
- ジェーニャ
- シャーロット・ケイト・フォックス

## 内容
メイン企画である空港での同行取材のほか、配信サイト限定のオリジナル企画が行われている。

### メイン企画

#### YOUは何しに日本へ?

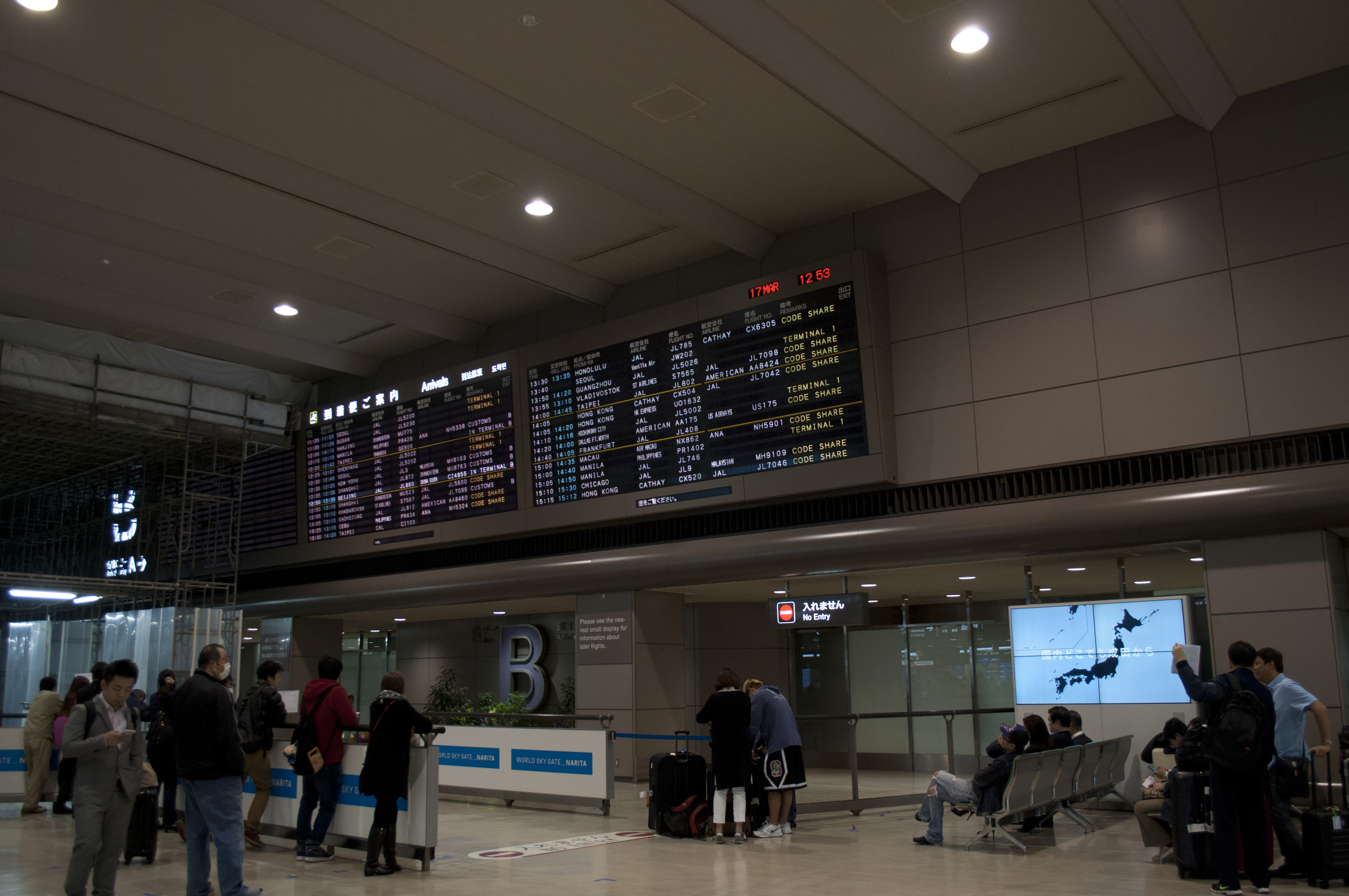
外国人への取材が行われる成田空港の到着ゾーン

成田空港や関西空港などの国際線発着空港において、来日した外国人にインタビューし、交渉を行い密着取材する。声をかける相手(YOU)は取材時に空港ロビーにいた人物が対象のため、声をかけるまでその人物の素性が分からず、インタビュー中や後日に著名な人物であることが判明する場合もある。インタビューに成功した著名人の例としてはシャーロット・ケイト・フォックス、リチャード・クレイダーマン、クリスチャン・ラッセン、リコシェ、BULLET CLUBのメンバー、アレックス・ラミレス、ゾマホン・ルフィン、シェーン・ガラース、エリック・マーティン、ナパーム・デス、ケーシー・マギーなど。番組出演者であるパックンや設楽統が通りかかりインタビューしたこともある。空港でのインタビュー自体は2015年5月11日放送分や6月8日放送分など稀にない場合もある。
2020年以降は新型コロナウイルス感染症の影響もあり、空港でのインタビューを見合わせ、過去の内容を中心に放送していたが、番組放送開始10周年を迎えた2023年4月より空港インタビューを再開している。
なお、取材する対象は欧米人（それも白人）が中心であり、アジア人の観光客はめったに取り上げられないことが『現代ビジネス』で指摘されている。ライターの岡本亮輔は「制作者に悪意があると言いたいわけではない。バラエティ番組としての面白さを追求した結果だろう」「テレビの中の欧米から来た訪日外国人は、一言で言ってしまえば、ホストにとって都合の良い外国人だ」「しかし、彼らはテレビの中にしかいない。メディアが作り出した錯覚だ。」と評した。

## ネット局と放送時間

### パイロット版・第1回
| 放送対象地域 | 放送局              | 系列           | 放送日時           | 放送日         | 遅れ       |
| ------------ | ------------------- | -------------- | ------------------ | -------------- | ---------- |
| 関東広域圏   | テレビ東京（TX）    | テレビ東京系列 | 土曜 12:30 - 14:23 | 2012年6月30日  | 制作局     |
| 新潟県       | テレビ新潟（TeNY）  | 日本テレビ系列 | 土曜 15:00 - 16:55 | 2012年9月30日  | 遅れネット |
| 石川県       | 北陸放送（MRO）     | TBS系列        | 土曜 14:00 - 15:54 | 2012年10月13日 | 遅れネット |
| 山梨県       | テレビ山梨（UTY）   | TBS系列        | 土曜 13:30 - 15:35 | 2012年10月20日 | 遅れネット |
| 宮城県       | 東北放送（TBC）     | TBS系列        | 土曜 14:00 - 16:00 | 2012年12月2日  | 遅れネット |
| 秋田県       | 秋田朝日放送（AAB） | テレビ朝日系列 | 日曜 15:30 - 17:25 | 2012年12月16日 | 遅れネット |
| 北海道       | テレビ北海道（TVh） | テレビ東京系列 | 土曜 19:00 - 20:54 | 2013年3月16日  | 遅れネット |
| 愛媛県       | テレビ愛媛（EBC）   | フジテレビ系列 | 火曜 9:50 - 11:45  | 2013年12月31日 | 遅れネット |

### パイロット版・第2回
| 放送対象地域   | 放送局                | 系列           | 放送日時            | 放送日        | 遅れ       |
| -------------- | --------------------- | -------------- | ------------------- | ------------- | ---------- |
| 関東広域圏     | テレビ東京（TX）      | テレビ東京系列 | 火曜 23:58 - 翌0:45 | 2012年10月2日 | 制作局     |
| 北海道         | テレビ北海道（TVh）   | テレビ東京系列 | 火曜 23:58 - 翌0:45 | 2012年10月2日 | 同時ネット |
| 愛知県         | テレビ愛知（TVA）     | テレビ東京系列 | 火曜 23:58 - 翌0:45 | 2012年10月2日 | 同時ネット |
| 大阪府         | テレビ大阪（TVO）     | テレビ東京系列 | 火曜 23:58 - 翌0:45 | 2012年10月2日 | 同時ネット |
| 岡山県・香川県 | テレビせとうち（TSC） | テレビ東京系列 | 火曜 23:58 - 翌0:45 | 2012年10月2日 | 同時ネット |
| 福岡県         | TVQ九州放送（TVQ）    | テレビ東京系列 | 火曜 23:58 - 翌0:45 | 2012年10月2日 | 同時ネット |
| 滋賀県         | びわ湖放送（BBC）     | 独立局         | 火曜 23:58 - 翌0:45 | 2012年10月2日 | 同時ネット |
| 宮城県         | 東北放送（tbc）       | TBS系列        | 月曜 13:55 - 14:55  | 2013年2月11日 | 遅れネット |
| 山形県         | 山形放送（YBC）       | 日本テレビ系列 | 日曜 14:00 - 14:55  | 2013年3月31日 | 遅れネット |

### レギュラー版

#### ソコアゲ★ナイト時代
| 放送対象地域   | 放送局                | 系列           | 放送日時                     | 放送開始日    | 遅れ       |
| -------------- | --------------------- | -------------- | ---------------------------- | ------------- | ---------- |
| 関東広域圏     | テレビ東京（TX）      | テレビ東京系列 | 水曜 23:58 - 翌0:45          | 2013年1月9日  | 制作局     |
| 北海道         | テレビ北海道（TVh）   | テレビ東京系列 | 水曜 23:58 - 翌0:45          | 2013年1月9日  | 同時ネット |
| 愛知県         | テレビ愛知（TVA）     | テレビ東京系列 | 水曜 23:58 - 翌0:45          | 2013年1月9日  | 同時ネット |
| 大阪府         | テレビ大阪（TVO）     | テレビ東京系列 | 水曜 23:58 - 翌0:45          | 2013年1月9日  | 同時ネット |
| 岡山県・香川県 | テレビせとうち（TSC） | テレビ東京系列 | 水曜 23:58 - 翌0:45          | 2013年1月9日  | 同時ネット |
| 福岡県         | TVQ九州放送（TVQ）    | テレビ東京系列 | 水曜 23:58 - 翌0:45          | 2013年1月9日  | 同時ネット |
| 滋賀県         | びわ湖放送（BBC）     | 独立局         | 水曜 23:58 - 翌0:45          | 2013年1月9日  | 同時ネット |
| 鳥取県・島根県 | 日本海テレビ（NKT）   | 日本テレビ系列 | 木曜 0:58 - 1:45（水曜深夜） | 2013年1月31日 | 遅れネット |
| 長崎県         | 長崎放送（NBC）       | TBS系列        | 火曜 1:00 - 1:30（月曜深夜） | 2013年2月19日 | 遅れネット |
| 高知県         | 高知放送（RKC）       | 日本テレビ系列 | 木曜 16:00 - 16:53           | 2013年4月4日  | 遅れネット |
| 静岡県         | テレビ静岡（SUT）     | フジテレビ系列 | 金曜 14:58 - 15:30           | 2013年4月5日  | 遅れネット |
| 長野県         | 長野放送（NBS）       | フジテレビ系列 | 日曜 12:00 - 12:55           | 2013年4月6日  | 遅れネット |
| 新潟県         | 新潟総合テレビ（NST） | フジテレビ系列 | 月曜 0:55 - 1:25（日曜深夜） | 2013年4月8日  | 遅れネット |
| 山形県         | 山形放送（YBC）       | 日本テレビ系列 | 日曜 16:25 - 16:55           | 2013年4月14日 | 遅れネット |
| 青森県         | 青森放送（RAB）       | 日本テレビ系列 | 月曜 16:20 - 16:50           | 2013年8月26日 | 遅れネット |

#### 月曜ゴールデン時代
| 放送対象地域   | 放送局                    | 系列           | 放送日時                                                                          | 放送開始日     | ネット状況 | 備考                |
| -------------- | ------------------------- | -------------- | --------------------------------------------------------------------------------- | -------------- | ---------- | ------------------- |
| 関東広域圏     | テレビ東京（TX）          | テレビ東京系列 | 月曜 18:30 - 19:54 ↓ 月曜 18:57 - 20:00 ↓ 月曜 18:55 - 20:00 ↓ 月曜 18:25 - 20:00 | 2013年4月15日  | 制作局     | 制作局              |
| 北海道         | テレビ北海道（TVh）       | テレビ東京系列 | 月曜 18:30 - 19:54 ↓ 月曜 18:57 - 20:00 ↓ 月曜 18:55 - 20:00 ↓ 月曜 18:25 - 20:00 | 2013年4月15日  | 同時ネット |                     |
| 愛知県         | テレビ愛知（TVA）         | テレビ東京系列 | 月曜 18:30 - 19:54 ↓ 月曜 18:57 - 20:00 ↓ 月曜 18:55 - 20:00 ↓ 月曜 18:25 - 20:00 | 2013年4月15日  | 同時ネット |                     |
| 大阪府         | テレビ大阪（TVO）         | テレビ東京系列 | 月曜 18:30 - 19:54 ↓ 月曜 18:57 - 20:00 ↓ 月曜 18:55 - 20:00 ↓ 月曜 18:25 - 20:00 | 2013年4月15日  | 同時ネット | [ 注 11 ]           |
| 岡山県・香川県 | テレビせとうち（TSC）     | テレビ東京系列 | 月曜 18:30 - 19:54 ↓ 月曜 18:57 - 20:00 ↓ 月曜 18:55 - 20:00 ↓ 月曜 18:25 - 20:00 | 2013年4月15日  | 同時ネット |                     |
| 福岡県         | TVQ九州放送（TVQ）        | テレビ東京系列 | 月曜 18:30 - 19:54 ↓ 月曜 18:57 - 20:00 ↓ 月曜 18:55 - 20:00 ↓ 月曜 18:25 - 20:00 | 2013年4月15日  | 同時ネット | [ 注 12 ]           |
| 奈良県         | 奈良テレビ（TVN）         | 独立局         | 月曜 18:57 - 20:00 ↓ 月曜 18:55 - 20:00 ↓ 月曜 18:25 - 20:00                      | 2013年4月29日  | 同時ネット | [ 注 13 ]           |
| 滋賀県         | びわ湖放送（BBC）         | 独立局         | 月曜 18:57 - 20:00 ↓ 月曜 18:55 - 20:00 ↓ 月曜 18:25 - 20:00                      | 2013年5月6日   | 同時ネット | [ 注 14 ]           |
| 和歌山県       | テレビ和歌山（WTV）       | 独立局         | 月曜 18:55 - 20:00 ↓ 月曜 18:25 - 20:00                                           | 2013年10月19日 | 同時ネット | [ 注 15 ]           |
| 岐阜県         | 岐阜放送（GBS）           | 独立局         | 月曜 18:55 - 20:00 ↓ 月曜 18:25 - 20:00                                           | 2015年10月5日  | 同時ネット | [ 注 16 ]           |
| 三重県         | 三重テレビ（MTV）         | 独立局         | 木曜 19:55 - 20:50                                                                | 2016年4月2日   | 遅れネット | [ 注 17 ]           |
| 青森県         | 青森放送（RAB）           | 日本テレビ系列 | 土曜 13:30 - 14:25                                                                | 2013年11月7日  | 遅れネット | [ 注 18 ]           |
| 岩手県         | テレビ岩手（TVI）         | 日本テレビ系列 | 日曜 11:40 - 12:35                                                                | 2013年5月5日   | 遅れネット |                     |
| 山形県         | 山形放送（YBC）           | 日本テレビ系列 | 日曜 13:00 - 13:55                                                                | 2013年8月4日   | 遅れネット | [ 注 19 ]           |
| 山梨県         | 山梨放送（YBS）           | 日本テレビ系列 | 土曜 13:30 - 15:00                                                                | 2014年9月20日  | 遅れネット | [ 注 20 ]           |
| 鳥取県・島根県 | 日本海テレビ（NKT）       | 日本テレビ系列 | 土曜 14:30 - 15:30                                                                | 2013年4月25日  | 遅れネット | [ 注 21 ]           |
| 高知県         | 高知放送（RKC）           | 日本テレビ系列 | 土曜 9:30 - 10:26                                                                 | 2013年6月27日  | 遅れネット | [ 注 22 ]           |
| 宮城県         | 東北放送（tbc）           | TBS系列        | 土曜 15:30 - 17:00                                                                | 2013年12月7日  | 遅れネット |                     |
| 富山県         | チューリップテレビ（TUT） | TBS系列        | 日曜 14:00 - 14:54                                                                | 不明           | 遅れネット | [ 注 23 ] [ 注 24 ] |
| 石川県         | 北陸放送（MRO）           | TBS系列        | 水曜 0:00 - 1:25（火曜深夜）                                                      | 2014年3月12日  | 遅れネット |                     |
| 長崎県         | 長崎放送（NBC）           | TBS系列        | 土曜 11:59 - 13:24                                                                | 不明           | 遅れネット | [ 注 25 ]           |
| 宮崎県         | 宮崎放送（MRT）           | TBS系列        | 日曜 10:30 - 11:30                                                                | 2014年10月9日  | 遅れネット | [ 注 26 ]           |
| 秋田県         | 秋田テレビ（AKT）         | フジテレビ系列 | 土曜 13:00 - 13:55                                                                | 2014年1月10日  | 遅れネット | [ 注 27 ]           |
| 新潟県         | NST新潟総合テレビ（NST）  | フジテレビ系列 | 土曜 12:00 - 12:55                                                                | 2013年7月17日  | 遅れネット | [ 注 29 ]           |
| 長野県         | 長野放送（NBS）           | フジテレビ系列 | 土曜 12:00 - 13:25                                                                | 2013年6月29日  | 遅れネット |                     |
| 静岡県         | テレビ静岡（SUT）         | フジテレビ系列 | 土曜 13:30 - 14:25                                                                | 2013年5月4日   | 遅れネット | [ 注 30 ]           |
| 福井県         | 福井テレビ（FTB）         | フジテレビ系列 | 土曜 12:00 - 13:30                                                                | 2013年4月16日  | 遅れネット |                     |
| 広島県         | テレビ新広島（tss）       | フジテレビ系列 | 日曜 12:00 - 13:00                                                                | 2013年4月28日  | 遅れネット | [ 注 31 ]           |
| 愛媛県         | テレビ愛媛（EBC）         | フジテレビ系列 | 土曜 14:00 - 15:00                                                                | 2013年10月12日 | 遅れネット |                     |
| 熊本県         | テレビ熊本（TKU）         | フジテレビ系列 | 土曜 13:00 - 14:30                                                                | 不明           | 遅れネット |                     |
| 鹿児島県       | 鹿児島テレビ（KTS）       | フジテレビ系列 | 土曜 12:00 - 13:25                                                                | 2013年9月14日  | 遅れネット |                     |
| 福島県         | 福島放送（KFB）           | テレビ朝日系列 | 土曜 15:00 - 16:00                                                                | 2013年5月11日  | 遅れネット | [ 16 ]              |
| 山口県         | 山口朝日放送（yab）       | テレビ朝日系列 | 土曜 15:25 - 16:25                                                                | 2013年5月4日   | 遅れネット |                     |
| 沖縄県         | 琉球朝日放送（QAB）       | テレビ朝日系列 | 土曜 12:00 - 13:25                                                                | 2013年10月5日  | 遅れネット |                     |
| 大分県         | 大分放送（OBS）           | TBS系列        | 不定期放送                                                                        | 2013年10月5日  | 遅れネット |                     |
| 佐賀県         | サガテレビ（STS）         | フジテレビ系列 | 不定期放送                                                                        | 2013年12月28日 | 遅れネット |                     |

- 三重テレビを除く独立局では、同時ネットとはいえ番販ネットのため、自主編成のために臨時で非ネットまたは時間変更することがある。
- そのほか、BSテレ東では『YOUは何しに日本へ?Classic』のタイトルで水曜 19:00 - 19:55に放送。

### 放送時間の変遷
| 期間       | 期間       | 放送時間（日本時間）          |
| ---------- | ---------- | ----------------------------- |
| 2013.01.09 | 2013.03.27 | 水曜日 23:58 - 翌0:45（47分） |
| 2013.04.15 | 2014.03.24 | 月曜日 18:30 - 19:54（84分）  |
| 2014.04.14 | 2016.03.28 | 月曜日 18:57 - 20:00（63分）  |
| 2016.04.11 | 2020.03.23 | 月曜日 18:55 - 20:00（65分）  |
| 2020.04.13 |            | 月曜日 18:25 - 20:00（95分）  |

## 受賞歴
2013年2月13日放送回「伝説のノープラン自転車旅スペシャル」（テレビ東京／ジッピー・プロダクション）で、ギャラクシー賞の第50回（2012年度）テレビ部門奨励賞（2013年2月度月間賞）を受賞。

## 関連商品
書籍
- テレビ東京「YOUは何しに日本へ?」公式本 取材ディレクターが語る18のアザーストーリーズ（2015年5月12日、辰巳出版） ISBN 978-4777813902[18]